# Jill Johnson

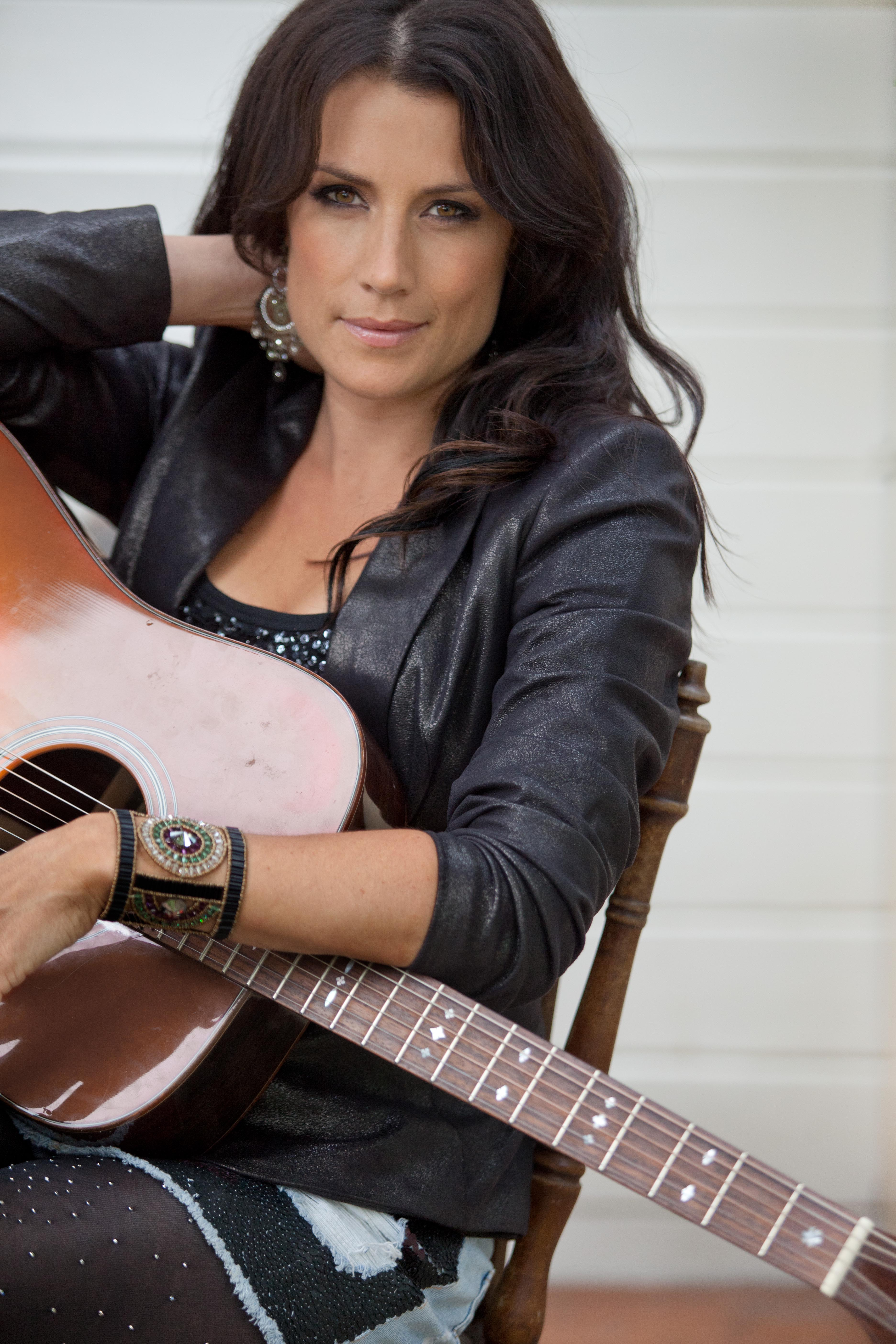
Jill Johnson (2011)

Jill Anna Maria Johnson (* 24. Mai 1973 in Ängelholm) ist eine schwedische Sängerin, die hauptsächlich Country-Musik macht.

## Leben und Karriere
Erstmals stand Johnson im Alter von 13 Jahren bei einer Country-Gala in Dänemark auf der Bühne. Einige Jahre später bekam sie in ihrer Heimat einen Plattenvertrag, der aber nicht zu Alben führte. Erst mit Anfang 20 – nachdem sie mit einer Band aus Helsingborg Coverversionen gesungen hatte – erhielt sie einen Plattenvertrag bei EMI. Dort erschien ihr erstes Album Sugartree.
Den Durchbruch in Schweden erzielte Johnson 1998, als sie das Melodifestivalen – die schwedische Vorentscheidung zum Eurovision Song Contest – gewann und dann ihre Heimat mit dem Titel Kärleken är („Die Liebe ist“) beim ESC in Birmingham vertrat. Dort belegte sie mit dieser Pop-Ballade den zehnten Platz. 2003 nahm sie erneut am Melodifestivalen teil, mit dem Countrylied Crazy in Love, das letztlich den vierten Platz errang. 2005 moderierte sie das Melodifestivalen-Finale in Stockholm.
Anschließend nahm Johnson weitere Country-Lieder auf und reiste mehrmals nach Nashville, Tennessee, der US-Heimat des Countrys. 2005 erschien eine Weihnachts-CD (The Christmas in You). Ende Oktober 2006 brachte sie The Woman I’ve Become heraus. 2011 trat sie im Vorprogramm des US-Sängers Toby Keith auf. Im Rahmen dessen trat sie auch erstmals in Deutschland auf.
Zwischen 2003 und 2014 erreichten 14 CDs in Folge die Top-5 der schwedischen Alben-Charts. Damit gehört Johnson zu den erfolgreichsten Künstlern des Landes.
Am 7. Oktober 2011 stand Johnson mit der CD Flirting with Disaster erstmals auf Platz eins in Schweden. Es folgten drei weitere Nummer-eins-Erfolge ab 2014: Livemusiken från Jills Veranda Nashville, Songs for Daddy und In Tandem (2015, mit Doug Seegers).
Seit Anfang 2014 präsentiert Johnson die Dokumentarfilmreihe Jills Veranda im Fernsehsender SVT1. In vier Staffeln à sechs Episoden erkundet die Sängerin mit anderen schwedischen Künstler das Country-Mekka Nashville. Johnson und die Gastkünstler singen und spielen, beschäftigen sich mit der Geschichte der Country-Musik und begegnen sozialen Themen wie Rassismus, der hohen Zahl an Waffen, Homophobie oder Armut.
Im Mai 2019 veröffentlichte sie mit Maria Molin Ljunggren das Kochbuch Jill & Marias Taverna: medelhavsmaten från vårt Kreta mit griechischen Rezepten.
Am 6. Juni 2021 wurde ihr für herausragende künstlerische Beiträge zum schwedischen Musikleben die Litteris-et-Artibus-Medaille verliehen.

## Privat
Johnson war von 1999 bis 2017 mit dem Musiker Håkan Werner verheiratet und hat mit ihm die Töchter Havanna (2004 geboren) und Bonnie Lee (2010 geboren). Sie wohnt in Borås.

## Diskografie

### Alben
| Jahr | Titel                                              | Höchstplatzierung, Gesamtwochen, AuszeichnungChartsChartplatzierungen (Jahr, Titel, Platzierungen, Wochen, Auszeichnungen, Anmerkungen) | Anmerkungen                             |
| Jahr | Titel                                              | SE | Anmerkungen                             |
| ---- | -------------------------------------------------- | --- | --------------------------------------- |
| 1998 | När hela världen ser på                            | SE37 (3 Wo.)SE |                                         |
| 2000 | Daughter of Eve                                    | SE59 (1 Wo.)SE | Erstveröffentlichung: 30. November 2000 |
| 2002 | Good Girl                                          | SE37 (3 Wo.)SE |                                         |
| 2003 | Discography                                        | SE4 Platin · (26 Wo.)SE |                                         |
| 2003 | Roots and Wings                                    | SE5 Platin · (38 Wo.)SE | Erstveröffentlichung: 30. November 2003 |
| 2005 | Being Who You Are                                  | SE4 Gold · (17 Wo.)SE | Erstveröffentlichung: 23. März 2005     |
| 2005 | The Christmas in You                               | SE3 Gold · (12 Wo.)SE | Erstveröffentlichung: 16. November 2005 |
| 2006 | The Woman I’ve Become                              | SE2 Gold · (14 Wo.)SE | Erstveröffentlichung: 25. Oktober 2006  |
| 2007 | Music Row                                          | SE3 Platin · (22 Wo.)SE | Erstveröffentlichung: 29. November 2007 |
| 2008 | Baby Blue Paper                                    | SE3 Gold · (27 Wo.)SE | Erstveröffentlichung: 22. Oktober 2008  |
| 2009 | Music Row II                                       | SE2 Platin · (21 Wo.)SE | Erstveröffentlichung: 28. Oktober 2009  |
| 2010 | The Well-Known and Some Other Favourite Stories    | SE2 (14 Wo.)SE |                                         |
| 2011 | Flirting with Desaster                             | SE1 Gold · (26 Wo.)SE |                                         |
| 2012 | A Woman Can Change Her Mind                        | SE3 (15 Wo.)SE | Erstveröffentlichung: 7. November 2012  |
| 2014 | Livemusiken från Jills Veranda, Nashville          | SE1 Gold · (35 Wo.)SE |                                         |
| 2014 | Songs for Daddy                                    | SE1 Gold · (11 Wo.)SE | Erstveröffentlichung: 22. Oktober 2014  |
| 2015 | In Tandem                                          | SE1 (25 Wo.)SE | mit Doug Seegers                        |
| 2015 | Livemusiken från Jills Veranda, Nashville säsong 2 | SE11 (3 Wo.)SE |                                         |
| 2016 | For You I’ll Wait                                  | SE3 (14 Wo.)SE | Erstveröffentlichung: 11. November 2016 |
| 2017 | Tolkningarna – Så mycket bättre säsong 7           | SE37 (5 Wo.)SE |                                         |
| 2017 | Rodeo                                              | SE11 (2 Wo.)SE |                                         |
| 2017 | Christmas Island                                   | SE9 (9 Wo.)SE |                                         |
| 2017 | Livemusiken från Jills Veranda, Nashville säsong 3 | SE38 (1 Wo.)SE |                                         |

### Singles
| Jahr | Titel                                      | Höchstplatzierung, Gesamtwochen, AuszeichnungChartsChartplatzierungen (Jahr, Titel, Platzierungen, Wochen, Auszeichnungen, Anmerkungen) | Anmerkungen          |
| Jahr | Titel                                      | SE | Anmerkungen          |
| ---- | ------------------------------------------ | --- | -------------------- |
| 1996 | Kommer tid, kommer vår Jan Johansen 2      | SE38 (6 Wo.)SE | mit Jan Johansen     |
| 1998 | Kärleken är När hela världen ser på        | SE5 Gold · (20 Wo.)SE |                      |
| 2003 | Crazy in Love –                            | SE9 (22 Wo.)SE |                      |
| 2003 | Can’t Get Enough of You Roots and Wings    | SE27 (18 Wo.)SE |                      |
| 2004 | Oh, vilken härlig dag –                    | SE37 (5 Wo.)SE |                      |
| 2004 | God’s Gift –                               | SE12 (4 Wo.)SE |                      |
| 2005 | God Bless a Girl in Love Being Who You Are | SE37 (5 Wo.)SE |                      |
| 2006 | Heartbreak Hotel –                         | SE41 (6 Wo.)SE |                      |
| 2006 | Cowboy Up The Woman I’ve Become            | SE32 (6 Wo.)SE |                      |
| 2007 | Angel of the Morning Music Row             | SE30 (12 Wo.)SE |                      |
| 2008 | Top of the World Baby Blue Paper           | SE56 (1 Wo.)SE |                      |
| 2015 | I väntan på Julen –                        | SE73 (3 Wo.)SE | mit Tommy Körberg    |
| 2015 | En julsaga (Fairytale of New York) –       | SE99 (1 Wo.)SE | mit Stefan Sundström |
| 2016 | Open Your Heart –                          | SE2 Gold · (13 Wo.)SE |                      |
| 2016 | The Burden –                               | SE93 (1 Wo.)SE |                      |
| 2016 | Himlen är oskyldight blå –                 | SE75 (1 Wo.)SE |                      |

### Videoalben
- 2008: Music Row – Live in Concert (SE: Gold)